# 벨파스트
벨파스트(영어: Belfast, 아일랜드어: Béal Feirste)는 영국의 도시로, 북아일랜드의 수도이다. 북아일랜드에서 가장 큰 도시로 아일랜드섬에서는 더블린 다음으로 크며, 영국 내에서는 인구 규모 17위이다.
2011년 조사 당시의 인구는 28만 6천명이며 인근 도시권(Belfast Urban area)까지 포함한 인구는 483,418명, 2001년 당시 벨파스트 대도시권(Belfast Metropolitan Area)의 인구는 579,276명이었다.

## 역사

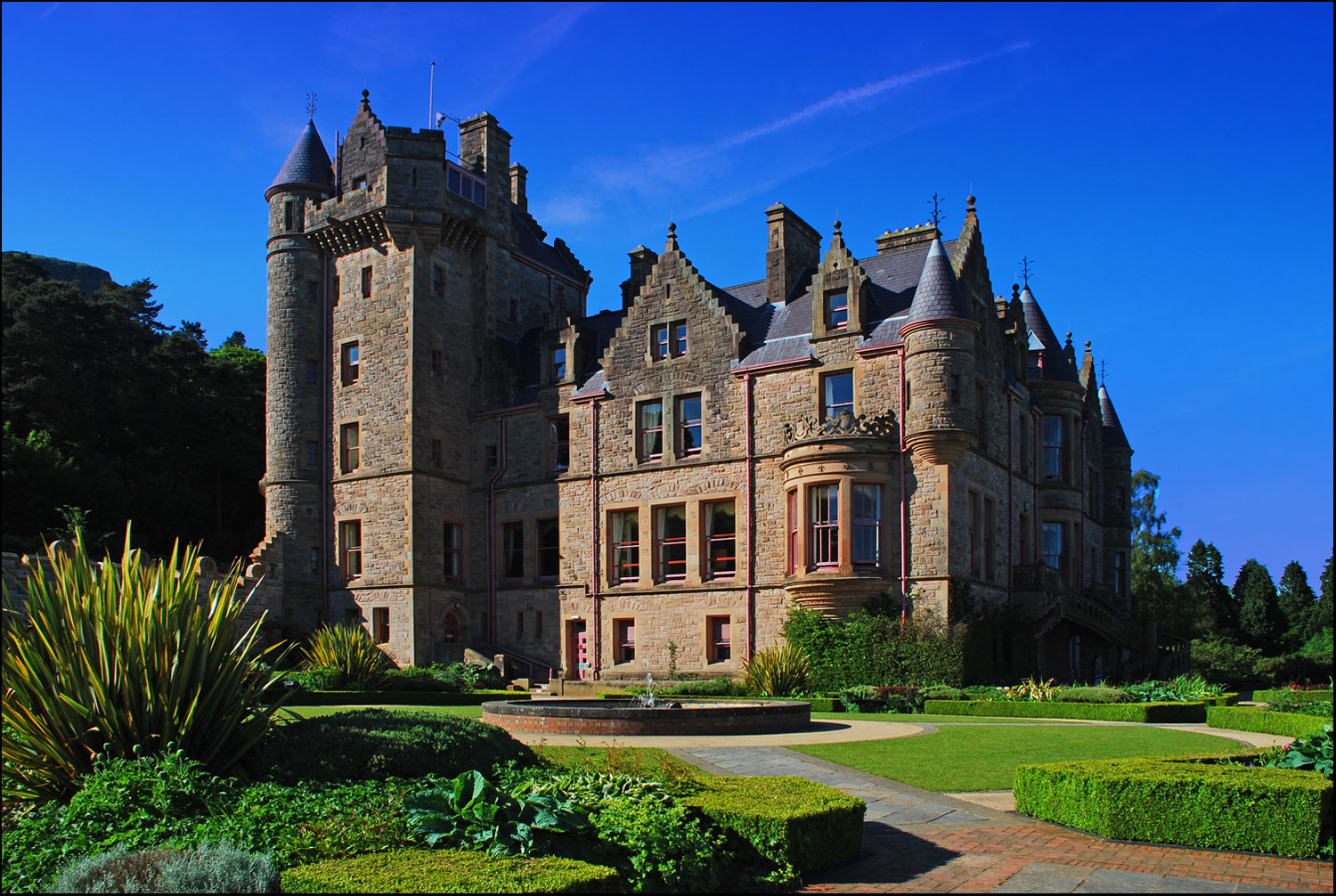
벨파스트 성(城)

17세기에 아서 치체스터 남작(Arthur Chichester, 1st Baron Chichester)에 의해 도시가 성립되었다. 주로 브리튼섬에서 온 이주자들이 정착하였다. 18~19세기에는 아일랜드섬의 상공업 중심지로 발전하였다. 특히 아일랜드 아마포(亞麻布) 공업의 핵으로 리네노폴리스(Linenopolis)라는 별명을 얻었으며, 담배가공, 밧줄 제조 및 조선업(造船業)으로도 유명했다. 1911~12년에 걸쳐 RMS 타이타닉이 이 곳에서 건조되었을 때, '할랜드 앤드 볼프(Harland and Wolff)'는 세계에서 가장 큰 조선소였다. 벨파스트는 산업혁명에 있어서 중요한 역할을 수행했고, 20세기 후반에 이르기까지 국제적인 산업 중심지로서의 입지를 세웠다. 20세기가 시작될 무렵, 벨파스트는 잠시나마 아일랜드섬에서 가장 큰 도시가 되기도 했다.
1920년, 아일랜드 분할에 의해 북아일랜드의 수도가 되었다. 제 2차 세계대전 중에는 독일 공군의 심한 폭격을 받았는데, 1941년의 한 공습에 의해서는 천여 명이 사망하고 수만 명이 집을 잃었다. 1960년대 말부터 1998년까지 북아일랜드 분쟁(The Troubles)의 충돌이 크게 일어났다.

## 지리
벨파스트는 북서쪽으로 '케이브힐(Cacehill)'을 비롯한 여러 언덕을 접하고 있다. 벨파스트는 벨파스트 호(湖: Belfast Lough)의 북서쪽이자 래건(Lagan) 강구(江口)에 위치한다. 그리하여 조선업(造船業)의 이상적 입지를 갖추고 있으며 한때 유명했다.

## 주요 기관
북아일랜드 정치의 중심지로서 스토먼트(Stormont Estate)에 북아일랜드 의회와 정부기관이 소재한다.

## 주민
도시는 가톨릭교도 아일랜드 민족주의자 구역과, 왕당파 개신교도 구역의 대조가 뚜렷하다. 서부 벨파스트에서는 주민의 90%가 가톨릭교도이며, 동부 벨파스트에서는 그 정도까지는 아니지만 개신교도의 거주 집중도가 상당히 높다. 두 구역 모두 각자를 상징하는 깃발, 정치적인 구호와 벽화가 장식되어 있다.

## 교육
대학교는 2곳이 있다. 1845년 건립된 퀸스 대학교 벨파스트는 영국에서 가장 큰 대학 가운데 한 곳이다. 얼스터 대학교는 1984년에 현재의 모습을 갖추었으며 캠퍼스는 여러 곳에 분산되어 있다.

## 기후
| 벨파스트 (뉴포지)의 기후                                       | 벨파스트 (뉴포지)의 기후 | 벨파스트 (뉴포지)의 기후 | 벨파스트 (뉴포지)의 기후 | 벨파스트 (뉴포지)의 기후 | 벨파스트 (뉴포지)의 기후 | 벨파스트 (뉴포지)의 기후 | 벨파스트 (뉴포지)의 기후 | 벨파스트 (뉴포지)의 기후 | 벨파스트 (뉴포지)의 기후 | 벨파스트 (뉴포지)의 기후 | 벨파스트 (뉴포지)의 기후 | 벨파스트 (뉴포지)의 기후 | 벨파스트 (뉴포지)의 기후 |
| 월                                                             | 1월                      | 2월                      | 3월                      | 4월                      | 5월                      | 6월                      | 7월                      | 8월                      | 9월                      | 10월                     | 11월                     | 12월                     | 연간                     |
| -------------------------------------------------------------- | ------------------------ | ------------------------ | ------------------------ | ------------------------ | ------------------------ | ------------------------ | ------------------------ | ------------------------ | ------------------------ | ------------------------ | ------------------------ | ------------------------ | ------------------------ |
| 역대 최고 기온 °C (°F)                                         | 15.0 (59.0)              | 16.4 (61.5)              | 19.7 (67.5)              | 22.1 (71.8)              | 25.4 (77.7)              | 28.6 (83.5)              | 30.2 (86.4)              | 28.1 (82.6)              | 23.7 (74.7)              | 20.5 (68.9)              | 17.1 (62.8)              | 15.2 (59.4)              | 30.2 (86.4)              |
| 일평균 최고 기온 °C (°F)                                       | 8.2 (46.8)               | 8.8 (47.8)               | 10.5 (50.9)              | 12.8 (55.0)              | 15.7 (60.3)              | 17.2 (63.0)              | 19.7 (67.5)              | 19.4 (66.9)              | 17.3 (63.1)              | 13.8 (56.8)              | 10.7 (51.3)              | 8.4 (47.1)               | 13.7 (56.7)              |
| 일일 평균 기온 °C (°F)                                         | 5.2 (41.4)               | 5.5 (41.9)               | 6.8 (44.2)               | 8.8 (47.8)               | 11.4 (52.5)              | 14.0 (57.2)              | 15.6 (60.1)              | 15.4 (59.7)              | 13.5 (56.3)              | 10.4 (50.7)              | 7.4 (45.3)               | 5.4 (41.7)               | 9.9 (49.8)               |
| 일평균 최저 기온 °C (°F)                                       | 2.2 (36.0)               | 2.1 (35.8)               | 3.1 (37.6)               | 4.7 (40.5)               | 7.0 (44.6)               | 9.7 (49.5)               | 11.6 (52.9)              | 11.5 (52.7)              | 9.6 (49.3)               | 6.9 (44.4)               | 4.2 (39.6)               | 2.3 (36.1)               | 6.3 (43.3)               |
| 역대 최저 기온 °C (°F)                                         | −10.1 (13.8)             | −7.1 (19.2)              | −6.5 (20.3)              | −3.8 (25.2)              | −2.6 (27.3)              | 1.3 (34.3)               | 4.2 (39.6)               | 2.5 (36.5)               | 0.8 (33.4)               | −3.0 (26.6)              | −7.6 (18.3)              | −13.5 (7.7)              | −13.5 (7.7)              |
| 평균 강수량 mm (인치)                                          | 88.5 (3.48)              | 70.3 (2.77)              | 71.4 (2.81)              | 60.4 (2.38)              | 59.6 (2.35)              | 69.0 (2.72)              | 73.6 (2.90)              | 85.0 (3.35)              | 69.6 (2.74)              | 95.8 (3.77)              | 102.3 (4.03)             | 93.3 (3.67)              | 938.7 (36.96)            |
| 평균 강수일수 (≥ 1.0 mm)                                       | 14.4                     | 12.7                     | 12.6                     | 11.3                     | 11.5                     | 11.4                     | 13.0                     | 13.5                     | 11.6                     | 13.8                     | 15.5                     | 14.8                     | 156.2                    |
| 평균 월간 일조시간                                             | 40.1                     | 65.2                     | 97.7                     | 157.1                    | 185.1                    | 151.1                    | 146.3                    | 141.9                    | 112.0                    | 92.4                     | 52.9                     | 35.3                     | 1,277                    |
| 출처 1: 영국 기상청 (평년값: 1991년~2020년, 극값: 1982년~현재) |                          |                          |                          |                          |                          |                          |                          |                          |                          |                          |                          |                          |                          |
| 출처 2: Starlings Roost Weather                                |                          |                          |                          |                          |                          |                          |                          |                          |                          |                          |                          |                          |                          |

## 자매 도시
- 미국 내슈빌
- 대한민국 강릉시
- 중국 허페이시